# Freddie Slater
Freddie Slater (Stratford-upon-Avon, 9 augustus 2008) is een Brits autocoureur. In 2023 won hij de titel in het Ginetta Junior Championship en in 2024 won hij zowel het Italiaans Formule 4-kampioenschap als het Formule 4-kampioenschap van de Verenigde Arabische Emiraten.

## Carrière

### Karting
Slater maakte zijn autosportdebuut in het karting in 2016. Hij startte in het Verenigd Koninkrijk en in zijn eerste jaar werd hij tweede in de Micro Swift-klasse van de SKUSA SuperNationals XX. In 2019, waarin hij voornamelijk in Europese kampioenschappen reed, won hij zijn eerste titels in de X30 Mini-klasse van zowel de IAME Winter Cup als de IAME Euro Series.
In 2020 stapte Slater in de karts over naar de OK Junior-klasse, waarin hij wereldkampioen werd. Tevens won hij de WSK Open Cup en nam hij deel aan het Europees kampioenschap en de WSK Euro Series. In 2021 bleef hij in de OK Junior-klasse rijden en won hij de Europese titel, de South Garda Winter Cup en de Champions of the Future. Ook werd hij tweede in het wereldkampioenschap en derde in zowel de WSK Euro Series als de WSK Open Cup.
In 2022 ging Slater in de OK-klasse karten. Hij werd tweede in het Italiaans kampioenschap en derde in de WSK Super Master Series. Ook eindigde hij als vijfde in het wereldkampioenschap. In 2023, zijn laatste jaar in de karts, reed hij in de KZ2-klasse. Hij werd hier Europees kampioen en eindigde in de WSK Champions Cup als tweede.

### Ginetta Junior Championship
In 2022 debuteerde Slater in het Ginetta Junior Championship, waar hij drie raceweekenden voor R Racing reed. Twee vijfde plaatsen op Silverstone waren zijn beste race-uitslagen. Later dat jaar reed hij in het winterkampioenschap, waar hij met drie overwinningen op Brands Hatch kampioen werd.
In 2023 reed Slater opnieuw in het Ginetta Junior Championship voor R Racing. In de eerste zes raceweekenden won hij zestien van de 21 races en eindigde hij nog twee keer op het podium. Hierna verliet hij het kampioenschap, maar met 642 punten had hij voldoende voorsprong opgebouwd om alsnog tot kampioen gekroond te kunnen worden.

### Formule 4

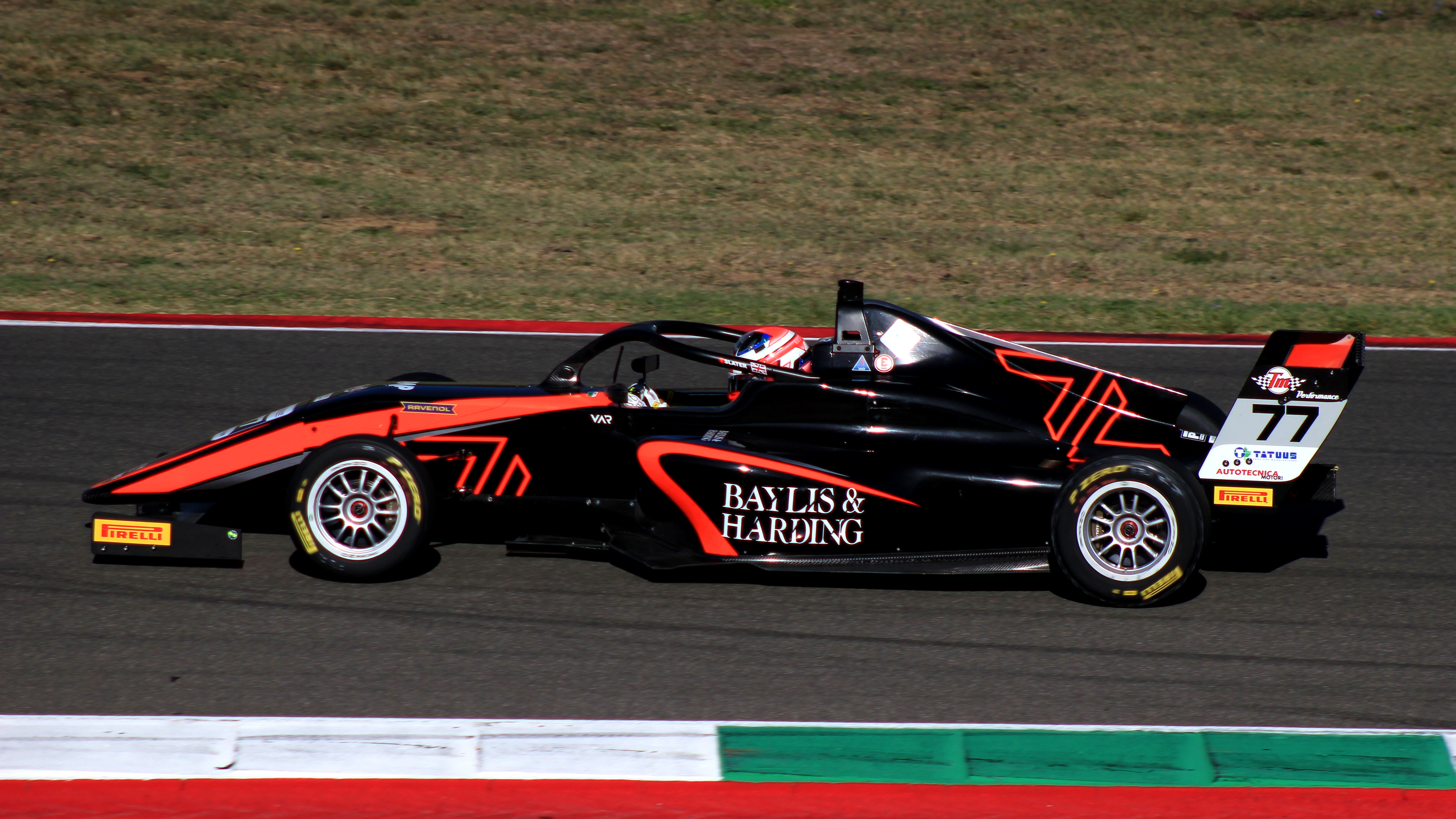
Freddie Slater op het Circuit Mugello in 2023.

Eind 2023 maakte Slater zijn Formule 4-debuut in het Brits Formule 4-kampioenschap, waar hij de laatste twee raceweekenden voor Double R Racing reed. Drie vierde plaatsen waren zijn beste resultaten. Ook kwam hij voor Van Amersfoort Racing uit in de laatste twee weekenden van het Italiaans Formule 4-kampioenschap met een vijfde plaats op het Autodromo Vallelunga als beste race-uitslag. Verder nam hij deel aan twee van de drie weekenden van het Euro 4 Championship voor Prema Racing. In zijn eerste race op het Autodromo Nazionale Monza behaalde hij direct pole position, maar in de races kwam hij nooit verder dan een vierde plaats. Aan het eind van het jaar reed hij in de Formule 4-race tijdens de Grand Prix van Macau. Hij kwalificeerde zich als tweede en werd ook tweede in de kwalificatierace, maar in de hoofdrace kreeg hij te maken met een technisch probleem, waardoor hij terugviel naar de laatste plaats. Uiteindelijk werd hij als negende afgevlagd. Hij beëindigde het jaar met een derde en een vijfde plaats in de niet-kampioenschapsraces van het Formule 4-kampioenschap van de Verenigde Arabische Emiraten op het Yas Marina Circuit.

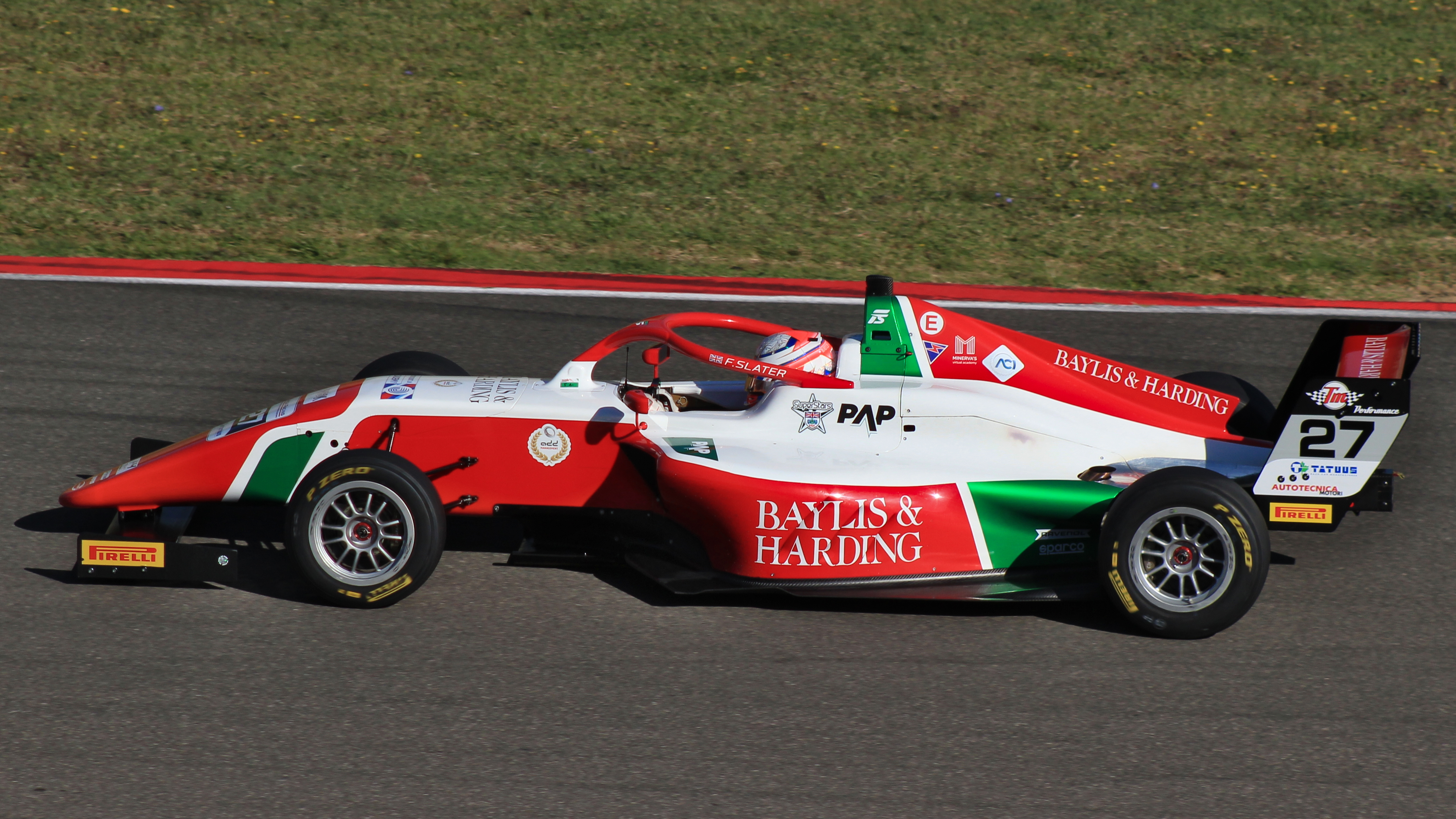
Freddie Slater op het Circuit Mugello in 2024.

In 2024 begon Slater het jaar in het Formule 4-kampioenschap van de VAE, waarin hij voor het team Mumbai Falcons Racing Limited reed. Hij behaalde twee overwinningen op Yas Marina en stond hiernaast nog vier keer op het podium. Met 172 punten werd hij in de seizoensafsluiter op het Dubai Autodrome gekroond tot kampioen. Vervolgens reed hij volledige seizoenen in de Italiaanse Formule 4 en de Euro 4 bij Prema. In de Italiaanse Formule 4 behaalde hij een recordaantal van vijftien zeges, waardoor hij met 383 punten overtuigend kampioen werd. In de Euro 4 won hij tweemaal op de Red Bull Ring en stond hij hiernaast nog twee keer op het podium, waardoor hij met 106 punten tweede werd achter Akshay Bohra. Hij beëindigde het jaar opnieuw in de GP van Macau, waarin hij zich als zevende kwalificeerde. In de kwalificatierace werd hij vierde, maar in de hoofdrace belandde hij in de laatste ronde in de muur na een mislukte inhaalpoging op Noel León.

### GB3
Eind 2024 debuteerde Slater in het GB3 Championship, waar hij in het raceweekend op Donington Park voor Rodin Motorsport optrad als eenmalige vervanger van Ugo Ugochukwu. Hij beëindigde de races respectievelijk als zesde, vierde en vijfde.
In 2025 rijdt Slater in enkele raceweekenden van de GB3 bij het team Hillspeed.

### Formule Regional
In 2025 maakte Slater zijn Formule Regional-debuut in het Formula Regional Middle East Championship, waarin hij opnieuw voor Mumbai Falcons Racing Limited reed. Hij won vier races op Yas Marina en stond hiernaast nog een keer op het podium en werd zo met 228 punten achter Evan Giltaire tweede in de eindstand. Vervolgens stapt hij over naar het Formula Regional European Championship en zet hier zijn samenwerking met Prema voort.

### Formule 3
In 2025 maakte Slater zijn debuut in het FIA Formule 3-kampioenschap bij AIX Racing tijdens het tweede raceweekend op het Bahrain International Circuit als vervanger van Nikita Bedrin. In zijn eerste race lag hij lange tijd aan de leiding, maar werd hij uiteindelijk tweede achter Nikola Tsolov. In de tweede race kwam hij na een ongeluk met Alessandro Giusti niet aan de finish.